# Kaktuswelse
Die Kaktuswelse (Pseudacanthicus (lat.: „pseudo“ = falsch + Acanthicus)) bilden eine Gattung in der Familie der südamerikanischen Harnischwelse, die bisher sieben Arten umfasst und im Amazonasbecken und in Guayana vorkommt.

## Merkmale
Kaktuswelse werden zwischen 15 (Pseudacanthicus leopardus) und 90 cm (Pseudacanthicus histrix) lang und besitzen den für ancistrine Harnischwelse typischen gedrungenen und abgeflachten Körperbau. Charakteristisch für die Gattung und Grund für die deutsche Namensgebung sind die kräftigen, dornigen Hautverknöcherungen, weitere Merkmale sind die große Anzahl von kleinen Knochenschilden in der Nuchalregion („Nacken“) und der im Vergleich zum Unterkiefer kurze Oberkiefer, dessen Zähne eine ungeteilte Reihe bilden.

## Arten

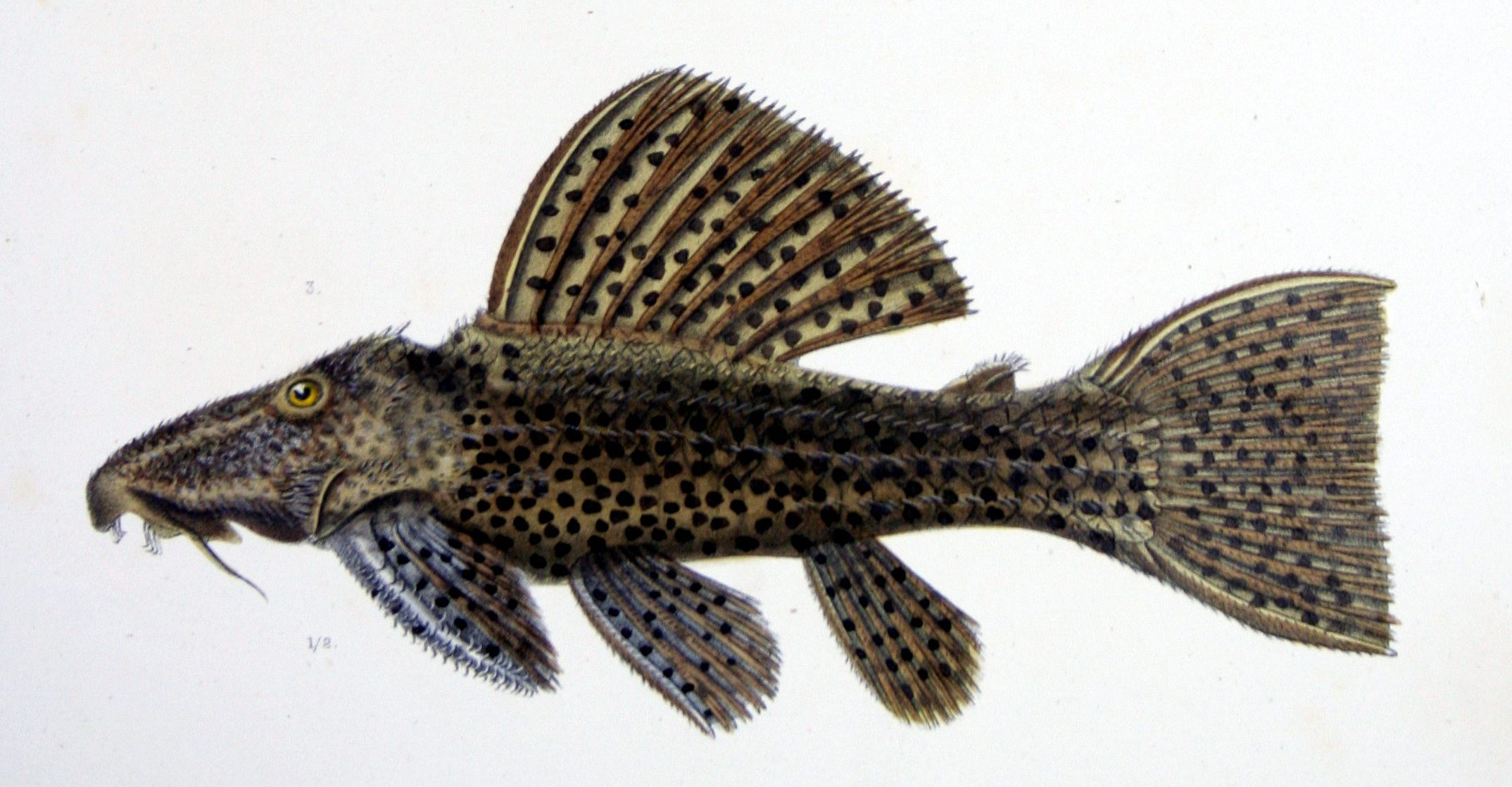
Pseudacanthicus spinosus

Bis Februar 2018 wurde acht Arten beschrieben: 
- Pseudacanthicus fordii (Günther, 1868)
- Pseudacanthicus histrix (Valenciennes, 1840)
- Pseudacanthicus leopardus (Fowler, 1914)
- Pseudacanthicus major Chamon & Costa e Silva, 2018
- Pseudacanthicus pirarara Chamon & Sousa, 2016
- Pseudacanthicus pitanga (Chamon, 2015)
- Pseudacanthicus serratus (Valenciennes, 1840) (Typusart)
- Pseudacanthicus spinosus (Castelnau, 1855)